# 2373 Immo
2373 Immo eller 1929 PC är en asteroid i huvudbältet, som upptäcktes 4 augusti 1929 av den tyske astronomen Max Wolf i Heidelberg. Den är uppkallad efter den tyske astronomen Immo Appenzeller.
Asteroiden har en diameter på ungefär 8 kilometer och den tillhör asteroidgruppen Gefion.